# بلو استار لاین
بُلو استار لاین (به انگلیسی: Blue Star Line) یک شرکت کشتیرانی مسافری و باری انگلیسی بود که در سال ۱۹۱۱ تشکیل شد و تا سال ۱۹۹۸ مشغول سرویس دادن به مشتریان خود بود.

## احداث
بُلو استار لاین توسط برادران وستی به عنوان یک ابتکار عمل در صنعت قصابی برای اولین بار احداث شد تا با استفاده از کشتی و یخچال‌های حمل گوشت این صنعت را گسترش دهد.
آن‌ها کار خود را با حمل گوشت بین انگلیس و کشورهای آمریکای جنوبی از سال ۱۹۰۴ با اجاره کشتی آغاز کردند و از سال ۱۹۰۹ شروع به خرید کشتی، عمدتاً کشتی‌های دست دوم کردند.
آنها شرکت خود را رسماً در تاریخ ۲۸ ژوئیه ۱۹۱۱ افتتاح کردند که در ادامه نام این شرکت بارها تغییر یافت.
این شرکت در طول جنگ جهانی از فرانسه حمایت کرد و به پشتیبانی و خدمات رسانی آنان پرداخت.

## جنگ جهانی دوم
بُلو استار لاین در سال ۱۹۳۹ دارای ۳۹ کشتی بود که در طول جنگ جهانی دوم بسیاری از آنها مصادره شد و این شرکت صدمات جدی دید، ۲۹ کشتی آن در حال غرق شدن بودن!
این شرکت در سال ۱۹۴۴ شرکت کشتی بخار لامپورت اند هولت لاین را خرید و در سال ۱۹۴۶ کشتی‌های دو شرکت مشغول به فعالیت شدند.